# Джеб
Джеб (англ. jab; імен. — «короткий удар», «тичок»; дієсл. — «встромляти», «штрикати») — це вид удару рукою, що належить до основних елементів ударної техніки таких бойових мистецтв, як бокс, кікбоксинг, тайський бокс, карате та інших. Джеб — це довгий прямий удар, що виконується ближньою відносно суперника рукою. Техніка виконання: рука, повністю розгинаючись, викидається вперед, у ціль; у момент удару вага тіла переноситься на ближню відносно суперника ногу; кулак тримається в горизонтальному положенні. Джеб завдають у корпус (тулуб) і в голову, використовується як атакувальний удар (з місця, з присіданням, в кроці) і як контрудар (назустріч або на випередження), може бути одиночним і виконуватися в комбінації.

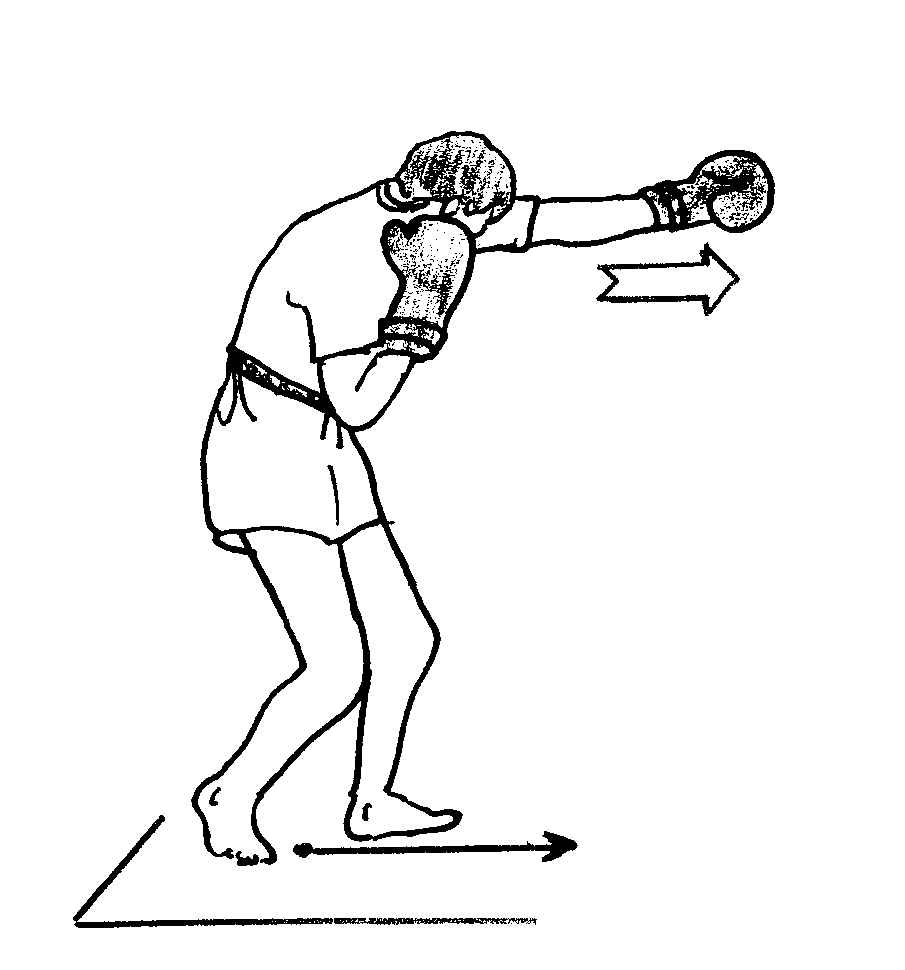
Джеб з присіданням
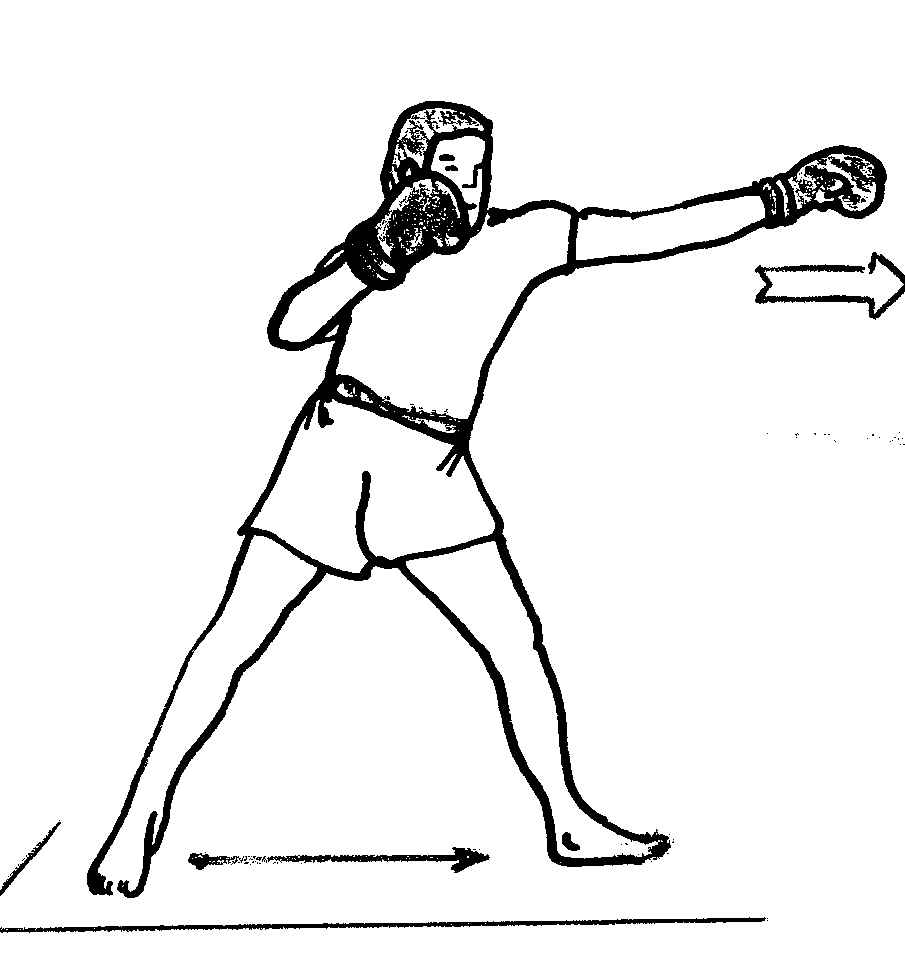
Джеб в кроці
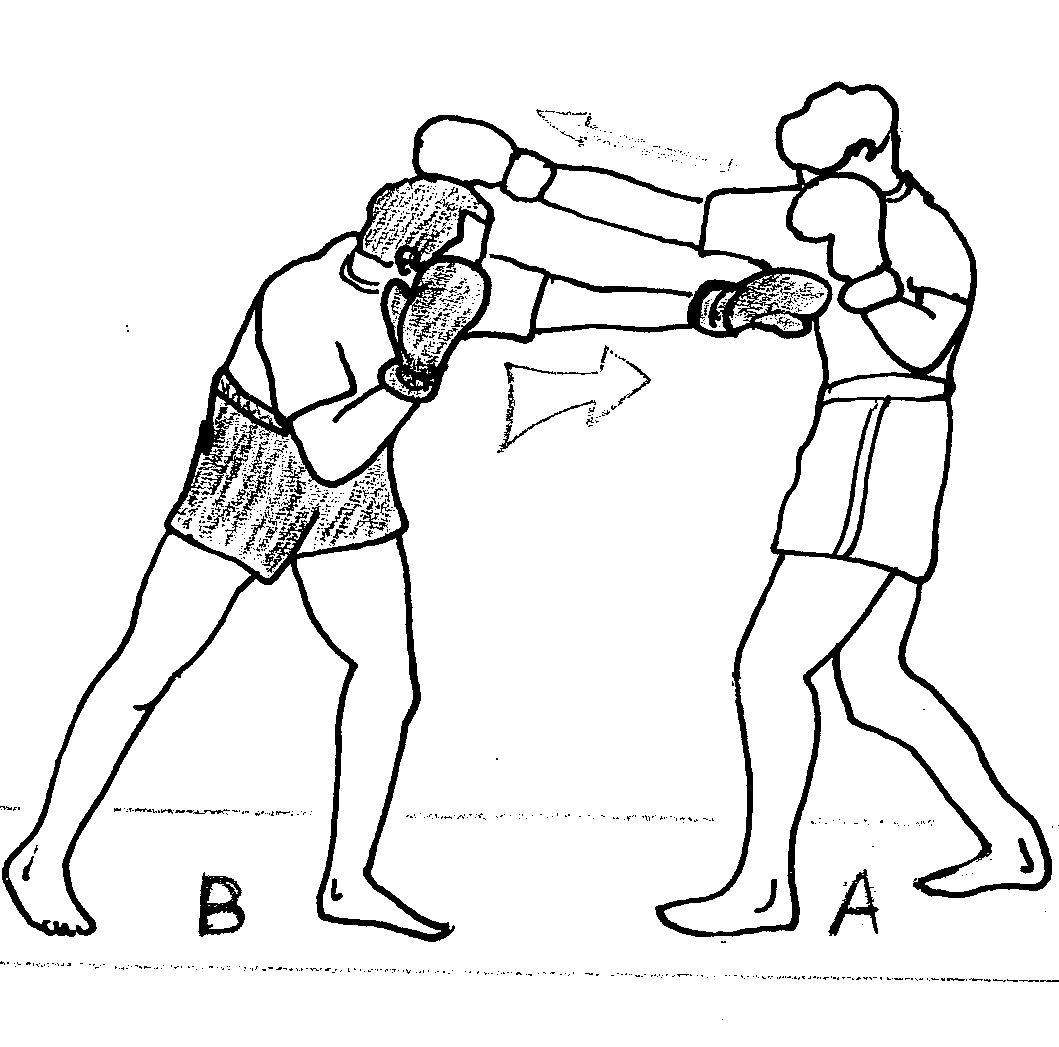
Джеб як контрудар
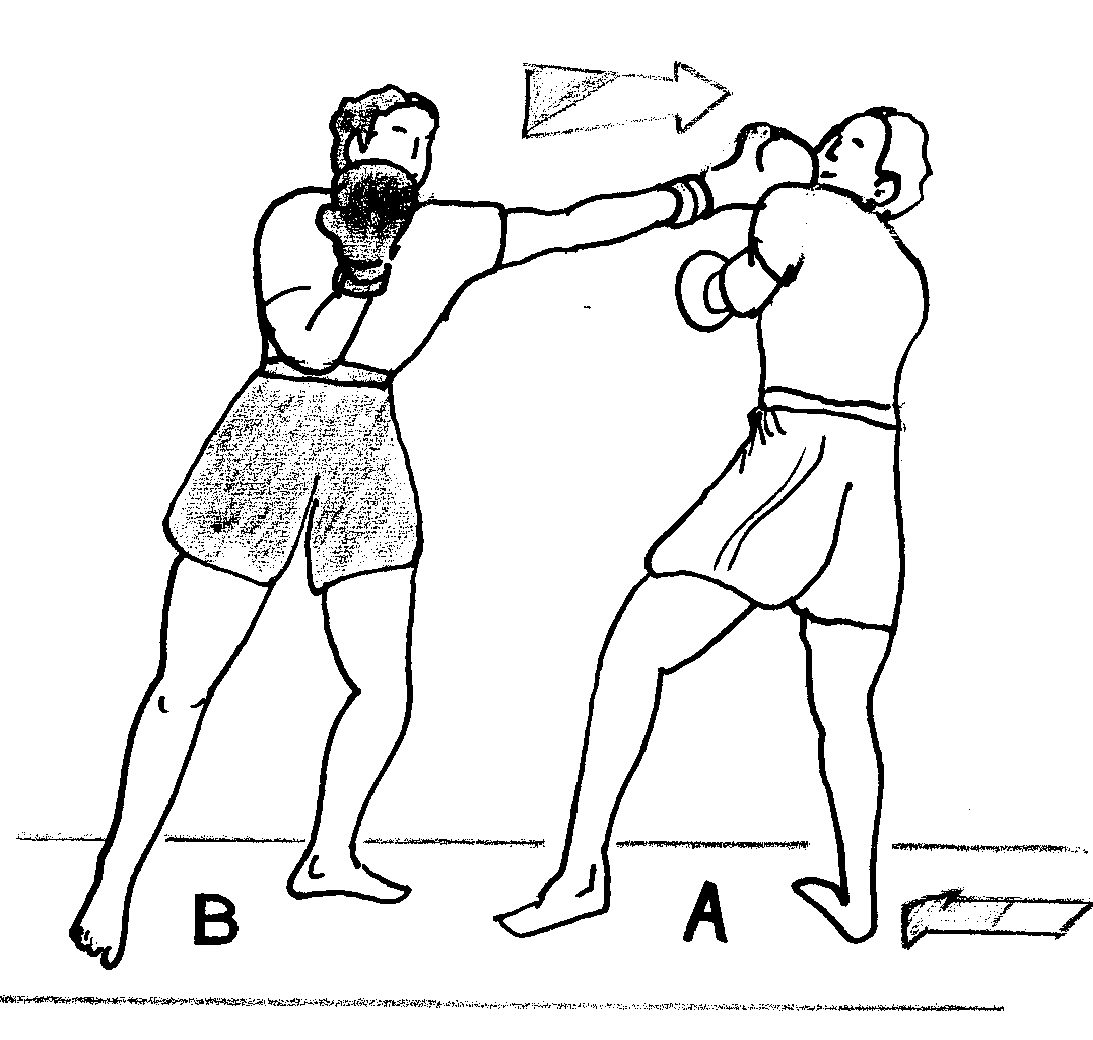
Джеб як зупиняючий удар

Джеб не належить до числа сильних ударів, але він дуже ефективний. Особливо значущий джеб у боксі. Назва «джеб» є широко поширеною і прийнятою для позначення такого виду ударів, але в конкретних традиційних бойових мистецтвах він може мати свої назви.